# セルゲイ・サフチェンコ
セルゲイ・ロマノヴィッチ・サフチェンコ（ロシア語:ロシア語: Сергей Романович Савченко、1904年 - 1966年）は、ソ連のチェキスト。中将。

## 経歴
タヴリ県ドニエプロフスク郡スカドフスク市の農家に生まれる。地方自治会小学校と中学校を卒業し、夜間警備員、事務員、穀物検収員として働く。
1922年から国家保安機関。OGPU高等国境学校を卒業し、国境軍に勤務した。その後、国境学校で特殊規律の講師を務める。1943年～1949年、ウクライナ・ソビエト社会主義共和国の国家保安機関を指揮する。
1949年9月～1953年1月、対外諜報の長を務める。1951年11月、ソ連国家保安次官兼第1総局長に任命。1953年1月5日、第1総局長を解任されたが、国家保安次官には留任した。
スターリンの死後、国家保安省（MGB）が内務省（MVD）と統合されると、1953年3月17日、その第2総局（対外諜報）第一副総局長に任命された。同年5月、副総局長兼第7課長に異動。1953年9月～1954年末までMVD建設軍局で働く。1955年2月、「職務上の不一致」により退役させられる。

## パーソナル
レーニン勲章2個、赤旗勲章4個、二等クトゥーゾフ勲章、二等ボグダン・フメリニツキー勲章、赤星勲章、「NKVD功労職員」胸章を受賞。